# Normunds Miezis
Normunds Miezis (Olaine, 11 de mayo de 1971) es un jugador de ajedrez letón, que tiene el título de Gran Maestro desde 1997. En la lista de Elo de la Federación Internacional de Ajedrez (FIDE) de abril de 2015, tenía un Elo de 2493 puntos, lo que le convertía en el jugador número 5 (en activo) de Letonia. Su máximo Elo fue de 2601 puntos en la lista de enero de 2001 (posición 103 en el ranking mundial).

## Trayectoria y resultados destacados en competición
Miezis ha ganado el Campeonato de ajedrez de Letonia en dos ocasiones: 1991 y 2006. Otros resultados notables en torneos incluyen un primer puesto, empatado con Eduardas Rozentalis , Sergey Ivanov, Tomi Nybäck y Evgeny Postny, en la Rilton Cup 2005-06 celebrada en Estocolmo, un empate para los puestos 6.º-9.º con Slavko Cicak, Joel Benjamin y Alexander Babur en el Campeonato de la Unión Europea de 2005, un empate en el 2.º-3.º puesto con Arturs Neikšāns en Kaunas en 2009 y un segundo lugar, tras Alexei Shirov, en el Memorial Aivars Gipslis de Riga  en 2012. En 2010 ganó en Borup y en 2014 fue quinto en el campeonato de Letonia (el campeón fue Igor Kovalenko).
Miezis ha participado, representando a Letonia, en las Olimpiadas de ajedrez de 1998, 2000, 2002, 2004, 2006, 2008, 2010 y 2012. Su mejor 'performance' individual fue en la Olimpiada de Estambul (2000), donde obtuvo 6,5 puntos de 11 (un 69%) contra una oposición de 2573 puntos Elo de media, por una 'performance' de 2618.